# Brantiraya
Brantiraya is een bestuurslaag in het regentschap Lampung Selatan van de provincie Lampung, Indonesië. Brantiraya telt 10.269 inwoners (volkstelling 2010).